# آمریکا، آمریکا (فیلم ۱۹۸۳)
«آمریکا، آمریکا» (انگلیسی: America America)) یک فیلم است که در سال ۱۹۸۳ منتشر شد.